# جاك هالبرستام
جاك هالبرستام (ولد في 15 ديسمبر 1961)، ويُعرف أيضًا باسم جوديث هالبرستام، أكاديمي أمريكي. يعمل منذ عام 2017، أستاذًا في قسم اللغة الإنجليزية والأدب المقارن، ويشغل مدير معهد الأبحاث حول المرأة والنوع الاجتماعي والجنسانية في جامعة كولومبيا. عمل هالبرستام سابقًا أستاذًا للدراسات الأمريكية والعرقية، ودراسات النوع الاجتماعي، والأدب المقارن، ومديرًا لمركز البحوث النسوية في جامعة كاليفورنيا الجنوبية. كان هالبرستام أستاذًا مشاركًا في قسم الأدب بجامعة كاليفورنيا في سان دييغو قبل أن يعمل في جامعة كاليفورنيا الجنوبية. يعدّ هالبرستام منظّرًا في النوع الاجتماعي والكُويريّة ومؤلفًا.
يركز في كتاباته على مواضيع الغُلامية، وذكورية/استرجال الإناث، ويناقش كتابه ذكورية الإناث لعام 1998، نتيجةً ثانويةً للثنائية الجندرية، ويطلق عليها اصطلاحًا «مشكلة الحمّام». يوضّح ذلك المعضلة المحرجة والخطيرة لتبرير منحرف جندري مُتصوّر لوجوده في منطقة تخضع لرقابة النوع الاجتماعي، مثل الحمام العام، والآثار المترتبة على الهوية من «المرور» فيها.
حُدد جنسه كأنثى عند الولادة، ويقبل ضمائر الذكورة والأنوثة، ويقبل كل من اسمي «جوديث» و«جاك». يحاضر هالبرستام في الولايات المتحدة ودوليًا حول عجز الكويريّة، والجنس والإعلام، والثقافات الفرعية، والثقافة المرئية، والتفاوت الجندري، والأفلام الشعبية، والرسوم المتحركة. يعمل هالبرستام حاليًا على عدة مشاريع من بينها كتاب عن الفاشية والجنسانية (المثلية).

## النشأة والتعليم والهوية الجندرية
حصل هالبرستام على بكالوريوس في اللغة الإنجليزية من جامعة كاليفورنيا (بركلي) في عام 1985، وماجستير من جامعة مينيسوتا عام 1989، ودكتوراه من نفس الكلية عام 1991. ينحدر هالبرستام من أصل بوهيمي، وهو يهوديّ.
يستخدم هالبرستام لنفسه هو/له واسم «جاك»، لكنه يقول إنه «متساهل» و«غير ملتزم» عندما يتعلق الأمر بنوعه الاجتماعي. يقول بإن «بعض الناس ينادونني بجاك، بينما تدعوني أختي بجاود، ويدعونني الناس الذين عرفتهم منذ زمن طويل جوديث، وأحاول ألا أولي الانتباه لأيٍّ من ذلك. يستخدم العديد من الأشخاص ضمير هو معي، ويستخدم آخرون ضمير هي، وقد سمحت لذلك بأن يصبح مزيجًا غريبًا حيالي». يقول إن «التناوب بين ضمائر هو/هي يعبّر نوعًا ما عن حال نوعه الاجتماعي في الوقت الحاضر» وإن ضمائر النوع الاجتماعي الفضفاضة قد تلاءمت مع رفضه لحل مشكلة غموض نوعه الاجتماعي. ينوّه أن «جمعه مع شخص يجسّد شخصية أنثوية، ومن ثم وصفهم بالسيّدات، ليس أمرًا مناسبًا على الإطلاق».

## الحياة الشخصية
يمتلك هالبرستام خمسة أخوة: نعومي ولوسي ومايكل وجين وجان، وقد تزوج والده هيني هالبرستام من والدته هيذر بيكوك، ودام زواجهما حتى وفاة هيذر في حادث سيارة عام 1971. تزوج هيني بعد ذلك بوقت قصير من دورين براملي، ودام زواجهما 42 عامًا حتى وفاة هيني في 25 يناير عام 2014، في شامبين في إلينوي عن عمر ناهز 87 عامًا.
ينجذب هالبرستام إلى النساء، وقد انخرط في علاقة عاطفية مع أستاذة علم الاجتماع من لوس أنجلوس ماكارينا جوميز-باريس، بعد علاقة استمرت 12 عامًا منذ عام 2008. لا يشعر هالبرستام بأي ضغط عليه من أجل الزواج، وينظر إلى الزواج كمؤسسة أبوية لا ينبغي أن تكون شرطًا مسبقًا للحصول على الرعاية الصحية واعتبار الأطفال «شرعيين». يعتقد هالبرستام أن «شكل الزوجية محكوم بالفشل». لماكارينا طفلان من زواجها السابق، وتتولى وهالبرستام حاليًا تربيتهما.